# Канон (компания)
Вижте пояснителната страница за други значения на Канон.
Canon (на японски:キャノン株式会社, Кя̀нон кабушики-гайша) е транснационална компания за производство на оптични продукти – камери, фотоапарати, принтери, оптични прибори, скенери, устройства за телевизията, решения в сферата на IT и др. Към края на 2014 г. групата компании Canon включва 261 консолидирани дъщерни компании, в нея работят около 192 хиляди служители по целия свят. През 2018 година стана известно, че в корпорацията Canon планира да купи на известния разработчик в областта на системите за видеоаналитики компания BriefCam от Израел, която ще бъде третата в редица производители, специализирани в видеонаблюдении.
Седалището на фирмата е в Токио, Япония. Основана е през 1937 г. от Такеши Матари, Горо Тошида и Сабуро Очида.

## Продукти
Canon е производител на бизнес и потребителски продукти за изображения, като принтери, скенери, бинокли, компактни цифрови фотоапарати, огледално-рефлексни фотоапарати, обективи и видеокамери.
Бизнес решенията на компанията предлагат продукти за печат и обработка на документи за малки, средни и големи предприятия.
По-малко известни продукти на Canon включват медицински, оптични продукти и продукти за радиоразпръскването, рентгенови устройства, микропроцесорни продукти, цифрови скенери на микрофилми.

### Лазерни принтери
От много години Canon е от основните производители на печатни механизми, които се ползват масово в лазерни принтери. Първите модели на Apple LaserWriter и подобните продукти на компанията HP са използвали машината на Canon – Canon LBP-CX. Следващите модели (LaserWriter II series, LaserJet II series) са ползвали съответно Canon LBP-SX. Следващите модели са ползвали съответно по-новите модели Canon LBP-LX, LBP-EX, LBP-PX и т.н.
Между много от моделите на Canon печатащите устройства, голяма част от частите са взаимозаменяеми (тонер касети, касети с мастила, и т.н.)

### Цифрови копирни машини
Най-голям дял от приходите на Canon носи отделът за мултифункционални копирни устройства. Доста от основните промени по време на „цифровата революция“ в индустрията са изобретени от Canon. Това позволява на фирмата да се задържи с най-голям пазарен дял за 26 от последните 27 години.

### Цифрови фотоапарати
Canon произвежда и разпространява цифрови фотоапарати от 1984 г., стартирайки с модела RC-701. RC-серията е последвана от PowerShot и Digital IXUS. Canon произвежда и серията EOS, която включва професионални модели фотоапарати.
Вижте основните статии за:
Canon PowerShot
Canon PowerShot G series
Canon Digital IXUS
Canon EOS
Canon EF lens mount (includes list of EF lenses)
Canon EF-S lens mount, a subset of the EF mount specifically for DSLRs with APS-C sensors (includes list of EF-S lenses)

### Скенери
Canon произвежда широка гама от плоски скенери, филмови скенери и документни скенери за домашна и бизнес употреба, включително Canon CanoScan 8800F.

### Компютри
Canon представя два свои модела домашни компютри през 1983 г., MSX V-10 и MSX V-20. Двата предлагат минималния набор от стандартни характеристики за MSX стандарта без никакви допълнителни подобрения. V-20 е можел да получава снимки от фотоапарат Canon T90, оборудван с Data Memory Back T90 разширение.